# Ford Evos
De Ford Evos is een cross-over SUV die sinds 2021 door Ford exclusief aangeboden wordt op de Chinese markt.

## Historiek
De Ford Evos werd in april 2021 gepresenteerd op het Autosalon van Shanghai en is sinds september 2021 te koop. De wagen wordt gebouwd door Chang'an Ford, een joint venture tussen de Chinese autofabrikant Chang'an Motors en het Amerikaanse Ford Motor Company.
In de autopers werd gespeculeerd dat de wagen ook in Europa en Noord-Amerika zou kunnen worden verkocht als opvolger van de Ford Mondeo en de Ford Fusion. Kort na de officiële première bevestigde Ford echter dat de Evos alleen voor China bestemd is.

## Specificaties

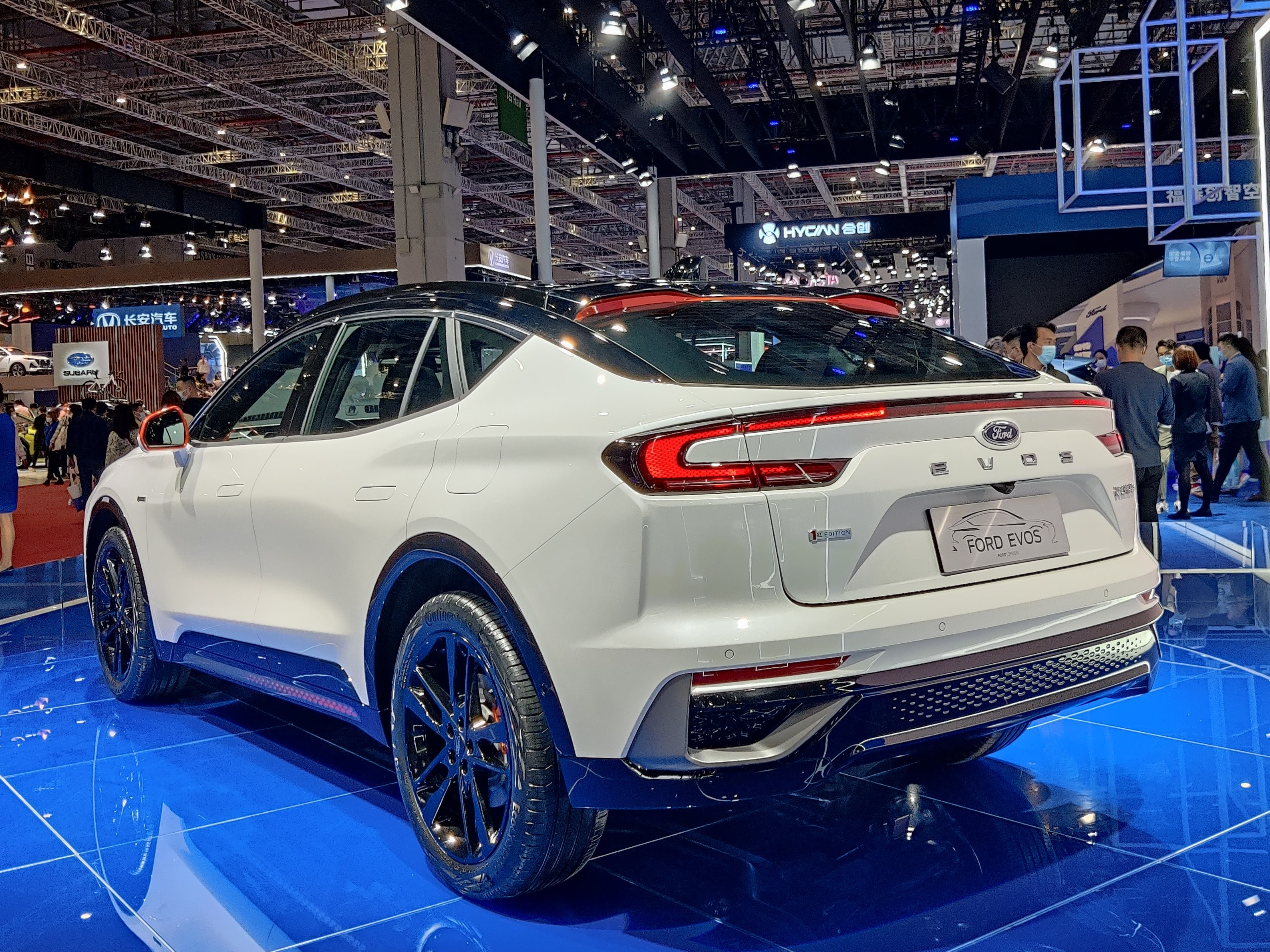
Ford Evos, achteraanzicht

De Ford Evos wordt aangedreven door een 2,0-liter vier-in-lijn turbomotor met een vermogen van 175 kW (238 pk) en een koppel van 376 Nm. Het motorvermogen wordt overgebracht naar de voorwielen via een achttraps automatische transmissie.
Het dashboard is voorzien van een 27-inch aanraakscherm met 4K-beeldresolutie. Elektrisch verstelbare voorzetels, een achteruitrijcamera en parkeersensoren rondom behoren tot de standaarduitrusting.